# 中国銀行 (中華人民共和国)
- 中国銀行
- 中國銀行

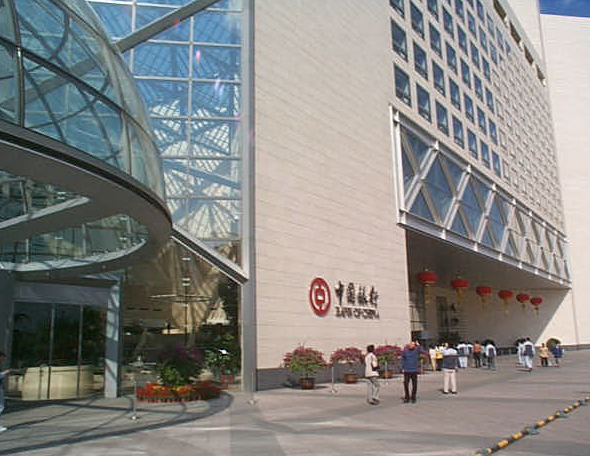
中国銀行（北京）

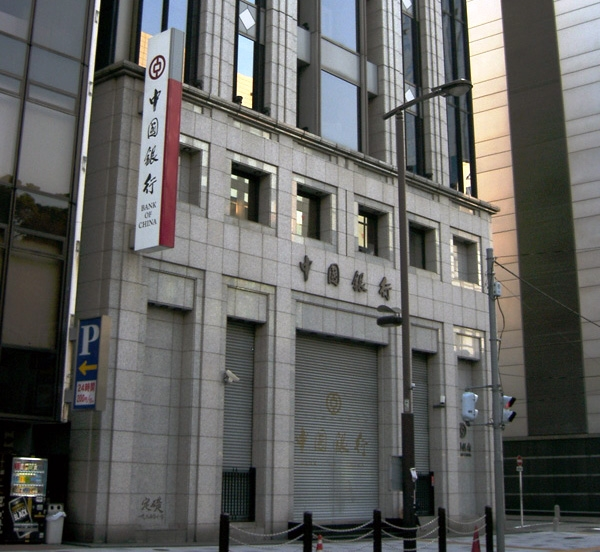
中國銀行 東京支店

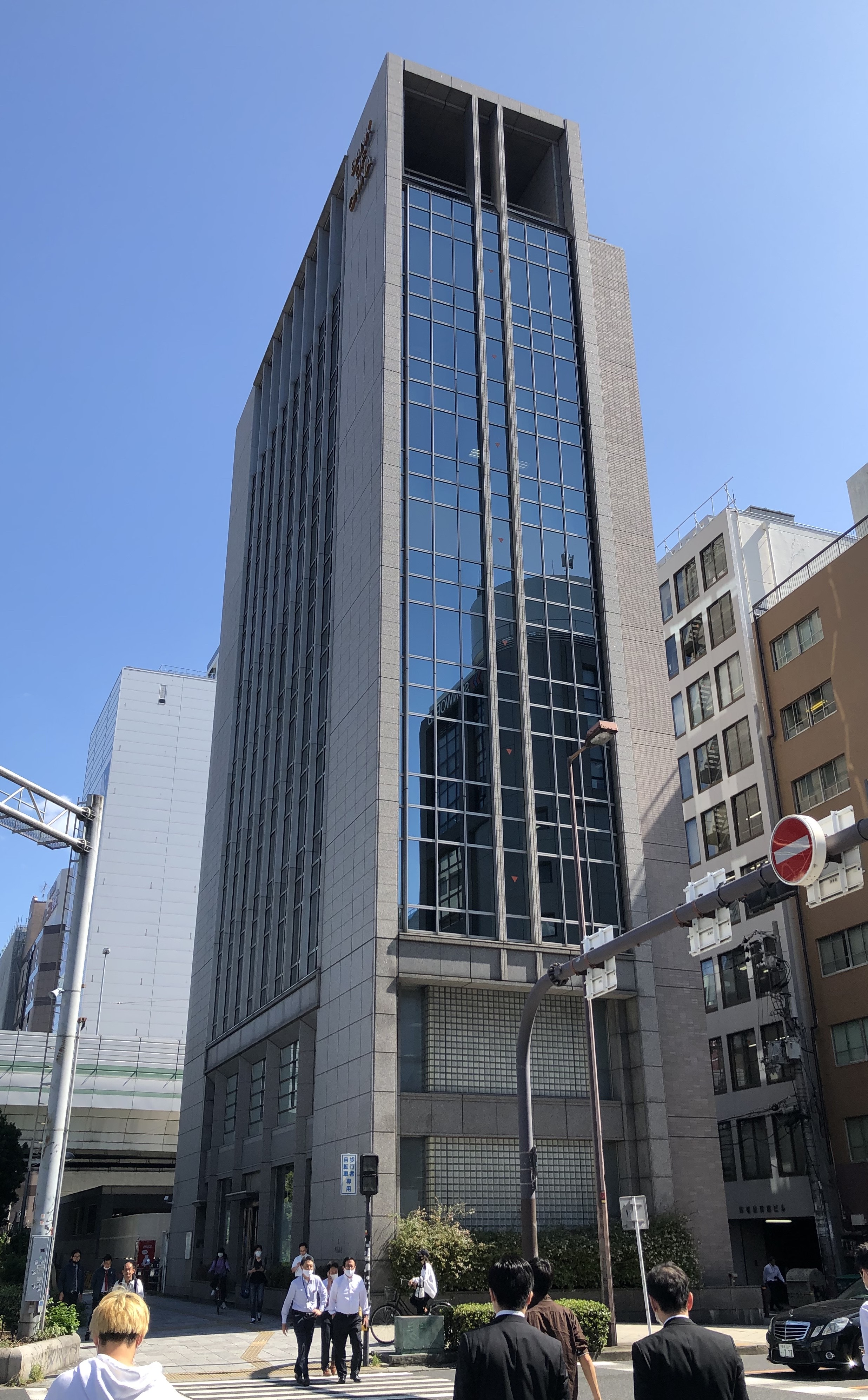
中國銀行 大阪支店

中国銀行（ちゅうごくぎんこう、中国語: 中国银行、拼音: Zhōngguó Yínháng、英語: Bank of China）は、北京市に本店を置く中華人民共和国第3の商業銀行である。総資産は16兆8156億人民元に上り、2016年には世界第5位にランクされており、中国建設銀行、中国工商銀行、中国農業銀行と共に中国四大商業銀行とされる。日本の金融庁の資料における日本語表記は中國銀行。
なお、中華人民共和国の中央銀行は中国人民銀行。

## 概要
国内支店数は13,000に上り、25カ国に550の事務所を展開する。すでに国有銀行から株式会社組織への移行を終えており、2006年6月、香港証券取引所に上場した。金融最大手の「八行五保」の一行である。

## 沿革
1905年に清朝によって大清戸部銀行として北京に設立。大清銀行（1908年に改称）を経て、中華民国成立後、臨時大総統孫文によって中國銀行と改称し、1912年2月5日に中央銀行として認可されるが、1928年10月26日の中國銀行条例により、政府特別許可の国際為替銀行として本社管理部門は北京から上海へ移った。1935年に国民政府によって幣制改革が行われると、交通銀行・中央銀行・中国農民銀行と共に法幣を発行する発券銀行となった。
1949年に共産党政権が成立すると国有化されて本社管理部門は上海から北京に移り、中国人民銀行（人民銀行）の管理下で唯一の外国為替専門銀行となった。1979年に組織的には人民銀行の管理を離れ、国務院の直属となる。なおこの年には外国人専用の紙幣である兌換元の発行が開始され、中国銀行はその発券銀行としての役を担うことになった。
改革開放政策の進展により1994年には外為専門銀行から国有商業銀行に改められ、中国工商銀行、中国農業銀行、中国建設銀行とともに四大商業銀行となった。またこの年に中国銀行の香港分行は香港ドルの発券業務を開始し、翌1995年には澳門分行がマカオ・パタカの発券業務を始めた。一方、兌換元の発行業務は兌換元そのものの発行停止に伴い、1993年で終了している。
2001年に中国銀行香港分行は別法人の中国銀行 (香港)となり、香港証券取引所に上場を果たした。2004年には中国銀行本体も国有銀行から有限公司組織（中国银行股份有限公司）となった。
中国銀行は2008年に開催した北京オリンピックのローカルスポンサー（公式パートナー）になっている。

## 香港・台湾での業務運営

### 香港
1990年代に香港では中国銀行香港分行を中心として、現地銀行から成る中国銀行集団が成立した。これらは2001年に合併した上で、中国銀行から分離され、中国銀行 (香港)となり、2002年には香港証券取引所へ株式を上場した。

### 中華民国の中国銀行
中華民国は中華人民共和国による中國銀行の接収を認めていないため、前述の1949年以降の経緯とは別に、台湾にて、交通銀行・土地銀行・中国農民銀行などとともに「動乱によって一時休止していた営業を再開」している。台湾において「営業を再開」した中國銀行は中華民国の国法の観点からは孫文によって設立された中国銀行と完全に同一のものであり、その法的地位と名称、そして国営の外国為替専門銀行という経営形態を継承している。しかし、経営資源の観点からは大陸時代の中国銀行から継承したものはほとんどまったく存在せず、実態としては単なる新設銀行であった。
台湾において営業を再開した中國銀行は、1971年の民営化の際に中国国際商業銀行(ICBC:International Commercial Bank of China)と改称した。2006年8月21日には交通銀行と合併し、兆豐國際商業銀行(Mega International Commercial Bank)に改称した。

### 中華人民共和国の中国銀行
2012年6月27日、中国銀行は中華人民共和国の銀行としては初めて、台北に支店を開設した。同支店は、中華民国(台湾)内における、人民元決済の幹事行となっている。

## 備考
当行が1990年に日本に進出する際、岡山市に本店を置く同名の地方銀行とのからみが問題となった。当時のロゴが毛筆体の「中國銀行」で当行の物とそっくりだったため、混同が生じる恐れがあった。結果、日本の地方銀行の方が「中国銀行」に商号・行名を変更し、ロゴも一新された。そして、その時点で東京都と大阪市・神戸市に開設されていた日本の地方銀行の方の中国銀行の各支店については、識別のため看板に「本店 岡山市」の文字が加えられた（この3店舗より後に開設された、兵庫県西宮市の『西宮支店』にも追記されている。なお、当行の日本進出当初は、神戸市には当行の支店は存在せず、そもそも2011年11月の当行の神戸支店（中央区江戸町）の開業以前から日本の地方銀行の方の中国銀行の神戸支店が同区の南京町（中華街）の近く（南側裏手。住所としては栄町通2丁目）に設置されている事情もあり、前述の通り当行との誤解・混同を防ぐために同内容が追記されている）。
なお、日本の地銀の中国銀行が上海に進出した際には「日本CHUGOKU銀行」と名乗っている。